# Georg Bluen
Georg Bluen (* 24. Juli 1878 als Georg Blün in Worms; † 12. Mai 1941 in Berlin) war ein deutscher Filmproduzent und Filmregisseur.

## Leben und Wirken
Über Bluens Werdegang ist nur sehr wenig bekannt. Sein Vater war der jüdische Kaufmann August Blün, die Mutter Regine, geborene Lyon, war gleichfalls jüdisch. Er besuchte in seiner Heimatstadt Worms das Gymnasium und stieß im Jahre 1910 zur Filmbranche. Anfänglich arbeitete er für die deutsche Filiale der französischen Produktionsfirma Gaumont. 1915 begann er, eigenständig Filme zu produzieren, und stieß wenig später zur Produktionsfirma des amerikanischstämmigen Stummfilmstars Fern Andra, die Andra-Film. 1917 wurde Bluen ihr Geschäftspartner und produzierte nunmehr Andra-Filme unter dem Signum Fern Andra Film Co. Georg Bluen OHG (1917–1919). Bei einigen dieser zum Teil mit äußerst pathetischen Titeln versehenen, überaus gefühligen Dramen und Melodramen führte der Wormser auch Regie (gelegentlich gemeinsam mit Andra). Am 1. Juli 1921 gründete er die Fern Andra Film Atelier Georg Bluen & Co. KG.
1922 soll er zusammen mit Andra und dem Flieger Lothar von Richthofen in Hamburg mit dem Flugzeug abgestürzt und einen Tag darauf seinen Verletzungen erlegen sein. Diese Behauptungen erwiesen sich jedoch als falsch. Bis 1925 ist Bluen als Produzent nachweisbar; in diesem Jahr endete seine Zusammenarbeit mit Fern Andra. Bis 1932 ist ein Berliner Wohnsitz Bluens bekannt. Danach verliert sich Bluens Spur. Nach den NS-Rassegesetzen als sog. Volljude eingestuft, war er ab 1933 zur vollständigen Untätigkeit verdammt. Kurz bevor er deportiert werden sollte, verstarb Bluen im Alter von knapp 63 Jahren an einem Herzschlag in seiner Wohnung in Berlin-Kreuzberg.

## Filmografie (Auswahl)
Produktion
- 1915: Gesprengte Ketten
- 1915: Geheimnisvolle Gewalten
- 1916: Wenn Menschen reif zur Liebe werden
- 1916: Ernst ist das Leben
- 1916: Der Todessprung (nur Ko-Regie)
- 1917: Der Seele Saiten schwingen nicht
- 1917: Ein Blatt im Sturm … doch das Schicksal hat es verweht
- 1917: Des Lebens ungemischte Freude
- 1918: Die nach Glück und Liebe suchen
- 1918: Um Krone und Peitsche (auch Regie)
- 1918: Saferndri, die Tänzerin von Dschiapur (auch Regie)
- 1918: Frühlingsstürme im Herbste des Lebens
- 1918: Drohende Wolken am Firmament
- 1918: Auf des Lebens rauher Bahn (auch Regie)
- 1919: Gebannt und erlöst (auch Regie)
- 1919: Die Rache des Titanen (auch Ko-Regie)
- 1920: Madame Récamier
- 1921: Des Lebens und der Liebe Wellen
- 1922: Praschnas Geheimnis
- 1923: Der rote Reiter
- 1924: Die Liebe ist der Frauen Macht (auch Ko-Regie)
- 1925: Knock out (Kurzfilm)